# ヴェラ・コミサルジェフスカヤ

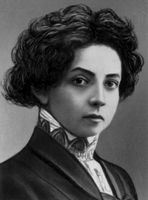
ヴェラ・コミサルジェフスカヤ

ヴェラ・フョードロヴナ・コミサルジェフスカヤ （Vera Fyodorovna Komissarzhevskaya, 露: Ве́ра Фёдоровна Комиссарже́вская, 1864年11月8日 - 1910年2月23日）は、ロシアの女優。

## 概要

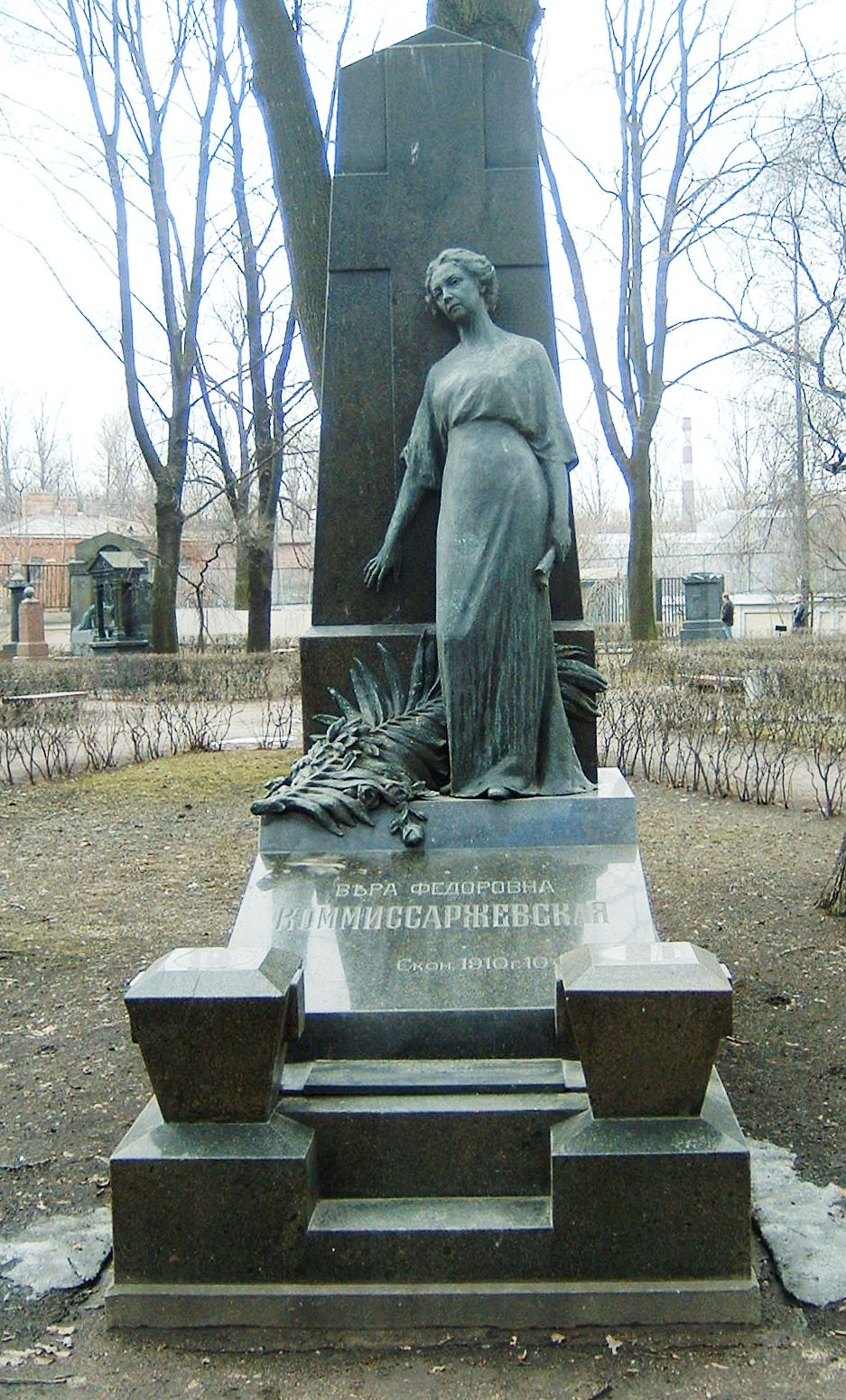
サンクトペテルブルクのコミサルジェフスカヤの墓碑

ヴェラはマリインスキー劇場のテノール歌手フョードル・コミサルジェフスキーの娘として生まれた。舞台演出家でのちイギリスに帰化したセオドア・コミサルジェフスキーは弟である。19歳でムラヴィオフ伯と結婚したが、結婚後も芸名は旧姓のままだった。1896年から、ヴェラはサンクトペテルブルクのアレクサンドリーネ劇場で俳優となった。彼女が最も高い評判を得たのは、アレクサンドリンスキー劇場での1896年のアントン・チェーホフ作『かもめ』の初演で演じたニーナ役であった。
1904年、ヴェラは自身の名を冠したコミサルジェフスカヤ劇場を設立。劇場にはアレクサンドル・ヤコヴレヴィチ・タイーロフ (1885-1950) などがいた。ロシア象徴主義の思想をロシア貴族に広めることで、瞬く間に人気を得た。劇場は1906年にフセヴォロド・メイエルホリドを演出家に迎えたが、その年のうちに彼の特異なアプローチがヴェラとの仲違いを招いた（ヴェーラは俳優をよりよく見せたい、としていたがメイエルホリドは役者をマリオネットのようにしていた）。
1910年に国内巡業中、中央アジア、タシュケントでヴェラは天然痘で命を落とした。彼女の死は多くの信望者に衝撃を与え、詩人アレクサンドル・ブロクは痛切な詩を書くきっかけとなった。サンクトペテルブルクの主要な劇場の一つが、ヴェラの名をいまだに冠している。